# Indianapolis Olympians
Los Indianapolis Olympians fueron un equipo de la NBA, que tenían su sede en Indianápolis, Indiana.

## Historia de la franquicia
Los Olympians fueron fundados en 1949 para reemplazar a los desaparecidos Indianapolis Jets. Estaban liderados por los exalumnos de la Universidad de Kentucky Alex Groza, Ralph Beard y Wah Wah Jones, que fueron claves para conseguir la medalla de oro en las Olimpiadas de Londres de 1948. Tras la temporada 1950-51 los dos primeros fueron suspendidos de por vida por el Comisionado de la NBA Maurice Podoloff, al admitir que habían manipulado apuestas en su etapa de universitarios.
En el total de su trayectoria como equipo profesional cosecharon un balance de 132 partidos ganados y 137 perdidos, clasificándose en las cuatro temporadas para disputar los playoffs. A pesar del tiempo transcurrido, todavía mantienen un récord de la NBA, al ser el equipo ganador del partido más largo de la historia de la competición, el 6 de enero de 1951 ante Rochester Royals, acabando con un marcador de 75-73 tras 6 prórrogas.

## Trayectoria
Nota: G: Partidos ganados P:Partidos perdidos %:porcentaje de victorias
| Temporada              | G                      | P                      | %                      | Play-offs              | Resultado                       |
| Indianapolis Olympians | Indianapolis Olympians | Indianapolis Olympians | Indianapolis Olympians | Indianapolis Olympians | Indianapolis Olympians          |
| ---------------------- | ---------------------- | ---------------------- | ---------------------- | ---------------------- | ------------------------------- |
| 1949-50                | 39                     | 25                     | 0.609                  | 3-3                    | Pierde en Final de División     |
| 1950-51                | 31                     | 37                     | 0.456                  | 1-2                    | Pierde en semifinal de División |
| 1951-52                | 34                     | 32                     | 0.515                  | 0-2                    | Pierde en semifinal de División |
| 1952-53                | 28                     | 43                     | 0.394                  | 0-2                    | Pierde en semifinal de División |

## Entrenadores
- Cliff Barker (1949-1951)
- Wallace Jones (1951)
- Herm Schaefer (1951-1953)